# Alfred Schwarzmann
Karl Alfred Markus Schwarzmann (Fürth, 22 marzo 1912 – Goslar, 11 marzo 2000) è stato un ginnasta tedesco.

## Palmarès

### Olimpiadi
- Oro a Berlino 1936 nel concorso individuale.
- Oro a Berlino 1936 nel volteggio.
- Oro a Berlino 1936 nel concorso a squadre.
- Argento a Helsinki 1952 nella sbarra.
- Bronzo a Berlino 1936 nelle parallele simmetriche.
- Bronzo a Berlino 1936 nella sbarra.